# Bijeneters
Bijeneters (Meropidae) zijn een familie van vogels uit de orde scharrelaarvogels. De familie telt 31 soorten verdeeld over drie geslachten.

## Kenmerken
Bijeneters zijn allemaal fraai gekleurde, slanke en sierlijke vogels. Bijeneters hebben bijna allemaal verlengde middelste staartpennen, een slanke, gebogen snavel en puntige vleugels, waardoor ze lijken op grote zwaluwen. Ze behoren echter niet tot de zangvogels. De beide geslachten zijn volkomen identiek.

## Leefwijze
Het zijn behendige vliegers, die ook in vlucht insecten vangen. De aanwezigheid van grote prooinsecten als sprinkhanen, libellen en ook bijen is voor bijeneters een absolute voorwaarde.

## Verspreiding en leefgebied
De broedplaatsen van deze vogel bevinden zich in het zuidwesten van Europa, in Oost- en Centraal-Europa, in Centraal- en Oost-Azië, Klein Azië en Noordwest-Afrika. In Portugal, Spanje en Bulgarije zijn de grootste aantallen te vinden.
Ze komen voor in open parkachtige bossen met struikgewas, weilanden en akkers met kruidenrijke randen, bosranden en andere habitats als zandafgravingen. Maar vrijwel altijd in de directe nabijheid van rivieren of plassen met steile oevers.

## Taxonomie
- Geslacht Meropogon (één soort, de sulawesibijeneter)
- Geslacht Merops (28 soorten waaronder de gewone bijeneter)
- Geslacht Nyctyornis (twee soorten, de roodbaard- en de blauwbaardbijeneter)

Scharrelaars · Grondscharrelaars · IJsvogels · Todies · Motmots · Bijeneters